# تاكاساغو (هيوغو)
مدينة تاكاساغو (بالإنجليزية: Takasago)‏ هي أحد المدن التابعة لمحافظة هيوغو. تأسست رسميًا في 01/07/1954. ويقدر عدد سكانها بـ 94198 نسمة حسب تقدير مكتب الإحصاء الياباني لعام 2012. تبلغ مساحة تاكاساغو 34.4 كم2. بكثافة سكانية تبلغ 2738 نسمة/كم2.

## أعلام
- ريوجي هيروتا
- يوري كانو
- باولو جونيتشي تاناكا
- شو هايامي
- كوهي أودا